# Glenmarks
Glenmarks var en svensk vokalgrupp, framgångsrik under första halvan av 1970-talet.
Gruppen bestod av Ann-Louise Hanson, Bruno Glenmark, Anders Glenmark och Karin Glenmark. Innan Karin gick med i gruppen hade de en annan medlem, Lisa Linn. Deras första större framgång var 1972 med låten "Gammaldags musik" som blev listetta på Svensktoppen och även kom in på Kvällstoppen. Efter den följde flera Svensktoppsplaceringar.

## Melodifestivalen
Gruppen tävlade i Melodifestivalen tre år i rad:
- 1973 – "En liten sång (som alla andra)", skriven av Östen Warnerbring (4:e plats)
- 1974 – "I annorlunda land", skriven av Anja Notini-Wallin och Bengt-Arne Wallin (8:e plats)
- 1975 – "Lady Antoinette", av och med Hadar (6:e plats)